# Brita Sidonia Gadd
Brita Sidonia Gadd, född Fahlenius maj 1741, död mars 1810, var en finländsk författare.
Hon var dotter till Åbos biskop Jonas Fahlenius och Sara Charlotta Teppati och gifte sig 1759 med Pehr Adrian Gadd. Hon publicerades i Finlands första tidning, Tidningar utgifne af et sällskap i Åbo utgiven av Aurorasällskapet 1771, och blev därmed den första kvinnan som publicerats i en finländsk tidning. 